# Águas Mornas
Águas Mornas (aparținând Santa Catarina) este un oraș în Brazilia. 